# Tullio Treves
Tullio Treves (San Miguel de Tucumán, 20 settembre 1942) è un giurista e magistrato italiano di rilevanza internazionale.

## Carriera accademica e giuridica
Tullio Rodolfo Treves nacque durante l'esilio argentino del padre Renato; si è laureato nel 1964 presso l'Università degli Studi di Milano e ha insegnato diritto internazionale presso le Università di Sassari, Torino e di Milano. Ha, inoltre, tenuto lezioni in diverse università in vari paesi del mondo.
Treves è membro di vari tribunali ed organizzazioni internazionali in campo giuridico. In particolare, dal 1996 al 2011 è stato membro del Tribunale internazionale del diritto del mare. Presso questo tribunale è stato presidente della Camera giudicante le cause riguardanti il fondo marino dal 1999 al 2002, della Camera giudicante i processi concernenti le cause riguardo alla protezione dell'ambiente marino dal 2002 al 2005, e della Camera giudicante le cause tra i pescatori dal 2005. Inoltre, è consigliere legale per la missione permanente italiana presso le Nazioni Unite; già in precedenza, aveva preso parte a diversi processi presso corti internazionali. 
Attualmente è membro del Curatorium dell'Accademia del diritto internazionale dell'Aia. 
Dal 2014 è membro onorario dell’Association Internationale du Droit de la Mer (AssIDMer).

## Pubblicazioni
Treves ha pubblicato manuali ed opere di diritto internazionale. Tra i manuali si ricordano quello pubblicato con Mario Giuliano e Tullio Scovazzi e quello pubblicato solo a suo nome, ma inteso come una continuazione del precedente:
- Mario Giuliano, Tullio Scovazzi; Tullio Treves, Diritto internazionale, parte generale, 2ª ed., Milano, Giuffrè, 1983.
- Tullio Treves, Diritto internazionale, problemi fondamentali, Milano, Giuffrè, 2005, ISBN 88-14-11296-7.

Ha inoltre pubblicato:
- Tullio Treves, Les tendances récentes du droit conventionnel de la responsabilité et le nouveau droit de la mer, in Annuaire Français de Droit International, 1975,  p. 767.
- Tullio Treves, Conflicts Between the International Tribunal for the Law of the Sea and the International Court of Justice, in New York University Journal of International Law and Politics, 1975,  p. 809.
- Tullio Treves, Military Installations, Structures, and Devices on the Seabed, in The American Journal of International Law, vol. 74, n. 4, ottobre 1980,  pp. 808-857.
- Tullio Treves, The UN Body of Principles for the Protection of Detained or Imprisoned Persons, in The American Journal of International Law, vol. 84, n. 2, aprile 1990,  pp. 578-586.
- Tullio Treves, Le controversie internazionali. Nuove tendenze, nuovi tribunali, Milano, 1999.
- Marco Frigessi di Rattalma, Tullio Treves, The United Nations Compensation Commission: a handbook, The Hague; Boston, Kluwer Law International, 1999.
- Tullio Treves, Law of the Sea, The Common Heritage and Emerging Challenges, L'Aia, 2000.